# シヴァージー2世
シヴァージー2世（マラーティー語：शिवाजी, Shivaji II, 1696年6月9日 - 1726年3月14日）は、インドのデカン地方、マラーター王国の君主（在位：1700年 - 1708年）。コールハープル・マラーター王国の君主（在位：1710年 - 1714年）でもある。

## 生涯
1696年6月9日、マラーター王ラージャーラームとその妃ターラー・バーイーの息子として生まれた。このとき、父は南インドのシェンジに籠城し、ムガル帝国と戦っていた（シェンジ包囲戦）。
1698年1月、シェンジは長い籠城の末に陥落したが、ラージャーラームは逃げることに成功し、サーターラーへと逃げた。
1700年3月3日、父ラージャーラームが死亡すると、その息子であるシヴァージーがシヴァージー2世として王位を継承した。なお、彼は幼かったため、母であるターラー・バーイーが王国の摂政となった。
1707年5月、かつてのマラーター王サンバージーの息子シャーフーが釈放され、王位を主張してサーターラーに向かって戻ると、シヴァージー2世を擁するターラー・バーイーと対立した。
だが、同年10月、ターラー・バーイーの軍はシャーフーの軍勢にケードで敗れ（ケードの戦い）、1708年1月12日にシャーフーは即位式を挙げ、シヴァージー2世は廃位された。
その後、1710年にシヴァージー2世はシャーフーよりコールハープルに領地を与えられ、
マラーター王国の分国コールハープル・マラーター王国の王となった。
だが、1714年8月2日にシヴァージー2世は弟のサンバージー2世に廃位された。そののちパンハーラーに幽閉され、1726年3月14日に天然痘で死亡した。